# Комизи, Рита
Рита Ко́мизи (итал. Rita Comisi, родилась 16 августа 1985 года) — итальянская певица, финалистка телевизионного конкурса «Amici di Maria De Filippi» (№ 5, 2005—2006 гг.).
Рита Комизи родилась 16 августа 1985 года в Итамаражуе (Itamaraju), Бразилия. В 2005—2006 гг участвовала в конкурсе «Amici di Maria De Filippi» и вошла в число победителей в категории «пение».
Исполняет песни на итальянском и английском языках. В её репертуар входят песни:
- Adagio (на музыку Adagio в G minor Томазо Альбинони);
- Memory (Эндрю Ллойд Уэббер);
- People[англ.];
- Don’t Let Me Be Misunderstood;

и другие…
В 2006 году, совместно с ирландским певцом Ронаном Китингом записала песню «All Over Again», которая была издана как сингл (29-я позиция в чарте итальянских синглов) и вошла в состав итальянского издания альбома Ронана Китинга «Bring You Home».

## Дискография
- «All Over Again»[англ.] (совместно с Ронаном Китингом, итальянское издание).